# Buck-Tick-diszkográfia
A japán Buck-Tick rockegyüttes 2025 januárjával bezárólag 24 nagylemezt, 44 kislemezt, 9 válogatásalbumot és két középlemezt jelentetett meg. Az együttest Japánban a visual kei műfaj meghatározó alakjaként tartják számon.

## Stúdióalbumok
| Év   | Cím                                                      | Adatok                                                                                            | Oricon Albumlista | Billboard Japan Hot Albums |
| ---- | -------------------------------------------------------- | ------------------------------------------------------------------------------------------------- | ----------------- | -------------------------- |
| 1987 | Hurry Up Mode                                            | - Dátum: 1987. április 4. - Kiadó: Taiyo - Formátumok: LP, CD                                     | －                | －                         |
| 1987 | Sexual XXXXX!                                            | - Dátum: 1987. november 21. - Kiadó: Victor - Formátumok: LP, kazetta, CD                         | 33                | －                         |
| 1988 | Seventh Heaven                                           | - Dátum: 1988. június 21. - Kiadó: Victor - Formátumok: LP, kazetta, CD                           | 3                 | －                         |
| 1989 | Taboo                                                    | - Dátum: 1989. január 18. - Kiadó: Victor - Formátumok: LP, kazetta, CD                           | 1                 | －                         |
| 1990 | Aku no hana 悪の華 (Aku no hana)                         | - Dátum: 1990. február 1. - Kiadó: Victor - Formátumok: kazetta, CD                               | 1                 | －                         |
| 1991 | Kurutta taijó 狂った太陽 (Kurutta Taiyō)                 | - Dátum: 1991. február 21. - Kiadó: Victor - Formátumok: kazetta, CD                              | 2                 | －                         |
| 1993 | Darker Than Darkness: Style 93                           | - Dátum: 1993. június 23. - Kiadó: Victor - Formátumok: CD                                        | 2                 | －                         |
| 1995 | Six/Nine                                                 | - Dátum: 1995. május 5. - Kiadó: Victor - Formátumok: CD                                          | 1                 | －                         |
| 1996 | Cosmos                                                   | - Dátum: 1996. június 21. - Kiadó: Victor - Formátumok: CD                                        | 6                 | －                         |
| 1997 | Sexy Stream Liner                                        | - Dátum: 1997. december 10. - Kiadó: Mercury - Formátumok: CD                                     | 4                 | －                         |
| 2000 | One Life, One Death                                      | - Dátum: 2000. szeptember 20. - Kiadó: BMG/Funhouse - Formátumok: CD                              | 11                | －                         |
| 2002 | Kjokutó I Love You 極東 I LOVE YOU (Kyokutō I Love You)  | - Dátum: 2002. március 6. - Kiadó: BMG/Funhouse - Formátumok: CD                                  | 12                | －                         |
| 2003 | Mona Lisa Overdrive                                      | - Dátum: 2003. február 13. - Kiadó: BMG/Funhouse - Formátumok: CD                                 | 7                 | －                         |
| 2005 | 13kai va gekkó 十三階は月光 (Jūsankai wa gekkō)          | - Dátum: 2005- április 5. - Kiadó: BMG/Funhouse - Formátumok: CD                                  | 4                 | －                         |
| 2007 | Tensi no revolver 天使のリボルバー (Tenshi no revolver)  | - Dátum: 2007. szeptember 19. - Kiadó: BMG Japan - Formátumok: CD                                 | 5                 | －                         |
| 2009 | Memento Mori                                             | - Dátum: 2009. február 18. - Kiadó: BMG Japan - Formátumok: CD                                    | 7                 | －                         |
| 2010 | Razzle Dazzle                                            | - Dátum: 2010. október 13. - Kiadó: Ariola Japan - Formátumok: CD                                 | 6                 | 6                          |
| 2012 | Jume miru ucsú 夢見る宇宙 (Yume miru uchū)               | - Dátum: 2012. szeptember 19. - Kiadó: Lingua Sounda/Tokuma Japan Communications - Formátumok: CD | 14                | 12                         |
| 2014 | Arui va anarchy 或いはアナーキー (Arui wa anarchy)       | - Dátum: 2014. június 4. - Kiadó: Lingua Sounda/Tokuma Japan Communications - Formátumok: CD      | 4                 | 4                          |
| 2016 | Atom miraiha No.9 アトム 未来派 No.9 (Atom Miraiha No.9) | - Dátum: 2016. szeptember 28. - Kiadó: Lingua Sounda/Victor - Formátumok: CD                      | 5                 | 6                          |
| 2018 | No.0                                                     | - Dátum: 2018. március 14. - Kiadó: Lingua Sounda/Victor - Formátumok: CD                         | 2                 | 5                          |
| 2020 | Abracadabra                                              | - Dátum: 2020. szeptember 21. - Kiadó: Lingua Sounda/Victor - Formátumok: CD, LP, kazetta         | 3                 | 5                          |
| 2023 | Izora 異空 -IZORA- (Izora)                               | - Dátum: 2023. április 12. - Kiadó: Lingua Sounda/Victor                                          | 2                 | 3                          |
| 2024 | Subrosa                                                  | - Dátum: 2024. december 4. - Kiadó: Lingua Sounda/Victor                                          | 6                 | 6                          |

## Középlemezek
| Év   | Cím        | Adatok                                                                   | Oricon |
| ---- | ---------- | ------------------------------------------------------------------------ | ------ |
| 1988 | Romanesque | - Dátum: 1988. március 21. - Kiadó: Victor - Formátumok: LP, kazetta, CD | 20     |
| 1998 | LTD        | - Dátum: 1998. március 11. - Kiadó: Mercury - Formátumok: LP             | －     |

## Remixek
| Év   | Cím                           | Adatok                                                               | Oricon |
| ---- | ----------------------------- | -------------------------------------------------------------------- | ------ |
| 1990 | Hurry Up Mode (1990 Mix)      | - Dátum: 1990. február 8. - Kiadó: Victor - Formátumok: Cassette, CD | 1      |
| 1990 | Symphonic Buck-Tick in Berlin | - Dátum: 1990. július 21. - Kiadó: Victor - Formátumok: Cassette, CD | －     |
| 1994 | Shapeless シェイプレス ()     | - Dátum: 1994. augusztus 24. - Kiadó: Victor - Formátumok: CD        | 5      |

## Koncertalbumok
| Év   | Cím                                 | Adatok                                                            | Oricon |
| ---- | ----------------------------------- | ----------------------------------------------------------------- | ------ |
| 1998 | Sweet Strange Live Disc             | - Dátum: 1998. augusztus 12. - Kiadó: Mercury - Formátumok: CD    | 17     |
| 2001 | One Life, One Death Cut Up          | - Dátum: 2001. március 28. - Kiadó: BMG/Funhouse - Formátumok: CD | 32     |
| 2004 | At the Night Side                   | - Dátum: 2004. április 7. - Kiadó: BMG/Funhouse - Formátumok: CD  | 34     |
| 2017 | Climax Together -1992 Compact Disc- | - Dátum:2017. július 20. - Kiadó: Victor - Formátumok: CD         | 33     |

## Válogatásalbumok
| Év   | Cím                                                                                 | Adatok                                                                    | Oricon | Billboard Japan Hot Albums |
| ---- | ----------------------------------------------------------------------------------- | ------------------------------------------------------------------------- | ------ | -------------------------- |
| 1992 | Korosi no sirabe: This Is Not Greatest Hits 殺シノ調ベ This is NOT Greatest Hits () | - Dátum: 1992. március 21. - Kiadó: Victor - Formátumok: kazetta, CD      | 1      | －                         |
| 1995 | Catalogue 1987–1995                                                                 | - Dátum: 1995. december 1. - Kiadó: Victor - Formátumok: CD               | 8      | －                         |
| 1999 | BT                                                                                  | - Dátum: 1999. március 20. - Kiadó: Victor - Formátumok: CD               | 16     | －                         |
| 2000 | 97BT99                                                                              | - Dátum: 2000. március 29. - Kiadó: Mercury - Formátumok: CD              | 39     | －                         |
| 2001 | Super Value Buck-Tick                                                               | - Dátum: 2001. december 19. - Kiadó: Universal/Kitty MME - Formátumok: CD | －     | －                         |
| 2005 | Catalogue 2005                                                                      | - Dátum: 2005. december 7. - Kiadó: BMG/Funhouse - Formátumok: CD         | 14     | －                         |
| 2012 | Catalogue Victor→Mercury 87–99                                                      | - Dátum: 2012. március 7. - Kiadó: Victor - Formátumok: CD                | 11     | －                         |
| 2012 | Catalogue Ariola 00–10                                                              | - Dátum: 2012. március 7. - Kiadó: Ariola Japan - Formátumok: CD          | 10     | －                         |
| 2017 | Catalogue 1987–2016                                                                 | - Dátum: 2017. szeptember 20. - Kiadó: Victor - Formátumok: CD            | 6      | 11                         |
| 2022 | Catalogue The Best 35th anniv.                                                      | - Dátum: 2022. szeptember 21. - Kiadó: Victor - Formátumok: CD            |        |                            |

## Tribute albumok
| Év   | Cím                                        | Adatok                                                             | Oricon | Billboard Japan Hot Albums |
| ---- | ------------------------------------------ | ------------------------------------------------------------------ | ------ | -------------------------- |
| 2005 | Parade: Respective Tracks of Buck-Tick     | - Dátum: 2005. december 21. - Kiadó: BMG/Funhouse - Formátumok: CD | 14     | －                         |
| 2012 | Parade II: Respective Tracks of Buck-Tick  | - Dátum: 2012. július 4. - Kiadó: Lingua Sounda - Formátumok: CD   | 16     | －                         |
| 2020 | Parade III: Respective Tracks of Buck-Tick | - Dátum: 2020. január 29. - Kiadó: Victor - Formátumok: CD         | 12     | 13                         |

## Kislemezek
| Év   | Cím                                                                                            | Adatok | Oricon kislemezlista | Album                          |
| ---- | ---------------------------------------------------------------------------------------------- | --- | -------------------- | ------------------------------ |
| 1986 | To-Search                                                                                      | - Dátum: 1986. október 21. - Kiadó: Taiyo - Formátumok: 7" Vinyl - Számlista: 1. To-Search 2. Plastic Syndrome Type II | －                   | －                             |
| 1988 | Just One More Kiss                                                                             | - Dátum: 1988. október 26. - Kiadó: Victor - Formátumok: 7" Vinyl, kazetta, 5 cm CD - Számlista: 1. Just One More Kiss 2. To-Search 3. Just One More Kiss (instrumentális)(csak kazettán) 4. To-Search (instrumentális)(csak kazettán) | 6                    | Taboo                          |
| 1990 | Aku no hana 悪の華 ()                                                                          | - Dátum: 1990. január 24. - Kiadó: Victor - Formátumok: kazetta, 5 cm CD - Számlista: 1. Aku no Hana 2. Under the Moon Light | 1                    | Aku no hana                    |
| 1991 | Speed スピード ()                                                                              | - Dátum: 1991. január 21. - Kiadó: Victor - Formátumok: kazetta, 5 cm CD - Számlista: 1. Speed 2. Narcissus | 3                    | Kurutta taijó                  |
| 1991 | M・A・D                                                                                        | - Dátum: 1991. június 5. - Kiadó: Victor - Formátumok: kazetta, 5 cm CD - Számlista: 1. M・A・D 2. Angelic Conversation | 4                    | Kurutta taijó                  |
| 1991 | Jupiter                                                                                        | - Dátum: 1991. október 30. - Kiadó: Victor - Formátumok: kazetta, 5 cm CD - Számlista: 1. Jupiter 2. Szakura | 8                    | Kurutta taijó                  |
| 1993 | Dress ドレス ()                                                                                | - Dátum: 1993. május 21. - Kiadó: Victor - Formátumok: 5 cm CD - Számlista: 1. Dress 2. Rokugatsu no Okinawa | 5                    | Darker Than Darkness: Style 93 |
| 1993 | Die                                                                                            | - Dátum: 1993. október 21. - Kiadó: Victor - Formátumok: 5 cm CD - Számlista: 1. Die 2. Darker Than Darkness (élő) 3. Die (élő) | 10                   | Darker Than Darkness: Style 93 |
| 1995 | Uta 唄 ()                                                                                      | - Dátum: 1995. március 24. - Kiadó: Victor - Formátumok: 5 cm CD - Számlista: 1. Uta 2. Kimi he | 4                    | Six/Nine                       |
| 1995 | Kodó 鼓動 ()                                                                                   | - Dátum: 1995. március 24. - Kiadó: Victor - Formátumok: 5 cm CD - Számlista: 1. Kodó 2. Rakuen | 6                    | Six/Nine                       |
| 1995 | "Mienai mono o mijo to szuru gokai szubete gokai da 見えない物を見ようとする誤解 全て誤解だ () | - Dátum: 1995. szeptember 21. - Kiadó: Victor - Formátumok: 8 cm CD - Számlista: 1. Mienai mono o mijo to szuru gokai szubete gokai da 2. Kimi no Vanilla                                                                              | 15                   | Six/Nine                       |
| 1996 | Candy キャンディ ()                                                                            | - Dátum: 1996. május 22. - Kiadó: Victor - Formátumok: 3 cm CD - Számlista: 1. Candy 2. Chocolate | 11                   | Cosmos                         |
| 1997 | Heroine ヒロイン ()                                                                            | - Dátum: 1997. november 12. - Kiadó: Mercury - Formátumok: 5 cm CD - Számlista: 1. Heroine 2. Raszencsu—Tapework Mix-- | 11                   | Sexy Stream Liner              |
| 1998 | Szaszajaki 囁き ()                                                                             | - Dátum: 1998. március 11. - Kiadó: Mercury - Formátumok: 5 cm CD - Számlista: 1. Szaszajaki 2. Thanatos -The Japanic Pig Mix 3. My Fuckin' Valentine -Enemy Mix (Full)- 4. Schiz.o genszo -The Spiderman Mix-                         | 25                   | Sexy Stream Liner              |
| 1998 | Gesszekai 月世界 ()                                                                            | - Dátum: 1998. május 13. - Kiadó: Mercury - Formátumok: 5 cm CD - Számlista: 1. Gesszekai 2. My Baby Japanese 3. Mucsi no namida Hot Remix #001 for B-T                                                                                | 18                   | －                             |
| 1999 | Bran-New Lover                                                                                 | - Dátum: 1999. július 14. - Kiadó: Mercury - Formátumok: 5 cm CD - Számlista: 1. Bran-New Lover 2. Down 3. Asylum Garden | 17                   | －                             |
| 1999 | Miu ミウ ()                                                                                    | - Dátum: 1999. október 20. - Kiadó: Mercury - Formátumok: 5 cm CD - Számlista: 1. Miu 2. Paradise 3. Bran-New Lover -Custom- | 15                   | －                             |
| 2000 | Glamorous                                                                                      | - Dátum: 2000. szeptember 6. - Kiadó: BMG/Funhouse - Formátumok: 5 cm CD - Számlista: 1. Glamorous 2. Trans | 17                   | One Life, One Death            |
| 2001 | 21st Cherry Boy                                                                                | - Dátum: 2001. november 21. - Kiadó: BMG/Funhouse - Formátumok: 5 cm CD - Számlista: 1. 21st Cherry Boy 2. Barairo no hibi | 25                   | Kjokutó I Love You             |
| 2002 | Kjokutó jori ai no komete 極東より愛を込めて ()                                                | - Dátum: 2002. február 20. - Kiadó: BMG/Funhouse - Formátumok: 5 cm CD - Számlista: 1. Kjokutó jori ai no komete 2. Ókoku Kingdom Come -Moon Set- 3. Megami (Designed by Oval)                                                         | 24                   | Kjokutó I Love You             |
| 2003 | Zangai 残骸 ()                                                                                 | - Dátum: 2003. január 18. - Kiadó: BMG/Funhouse - Formátumok: 5 cm CD - Számlista: 1. Zangai 2. Girl | 5                    | Mona Lisa Overdrive            |
| 2003 | Genszó no hana 幻想の花 ()                                                                     | - Dátum: 2003. december 3. - Kiadó: BMG/Funhouse - Formátumok: 5 cm CD - Számlista: 1. Genszó no hana 2. Nocturne -Rain Song- 3. Genszó no hana (élő)(Limitált kiadás bónuszdala)                                                      | 11                   | －                             |
| 2005 | Romance                                                                                        | - Dátum: 2005. március 2. - Kiadó: BMG/Funhouse - Formátumok: 5 cm CD - Számlista: 1. Romance 2. Diabolo | 14                   | 13kai va gekkó                 |
| 2005 | Dress (Bloody Trinity Mix) ドレス(bloody trinity mix) ()                                       | - Dátum: 2005. április 2. - Kiadó: Victor - Formátumok: 5 cm CD - Számlista: 1. Dress (Bloody Trinity Mix) 2. Rokugacu no Okinawa (élő) 3. Júvaku (élő) 4. Zero (élő) 5. Dress (élő)                                                   | 24                   | －                             |
| 2006 | Kageró 蜉蝣 -かげろう- ()                                                                      | - Dátum: 2006. augusztus 2. - Kiadó: BMG Japan - Formátumok: 5 cm CD - Számlista: 1. Kageró 2. "Ucuszemi | 17                   | －                             |
| 2007 | Rendezvous RENDEZVOUS ～ランデヴー～ ()                                                        | - Dátum: 2007. június 6. - Kiadó: BMG Japan - Formátumok: 5 cm CD - Számlista: 1. Rendezvous 2. My Eyes & Your Eyes(újravett) | 9                    | Tensi no revolver              |
| 2007 | Alice in Wonder Underground                                                                    | - Dátum: 2007. augusztus 8. - Kiadó: BMG Japan - Formátumok: 5 cm CD - Számlista: 1. Alice in Wonder Underground 2. Tight Rope(újravett)                                                                                               | 18                   | Tensi no revolver              |
| 2008 | Heaven                                                                                         | - Dátum: 2008. december 12. - Kiadó: BMG Japan - Formátumok: 5 cm CD - Számlista: 1. Heaven 2. Makka na joru | 5                    | Memento Mori                   |
| 2009 | Galaxy                                                                                         | - Dátum: 2009. január 14. - Kiadó: BMG Japan - Formátumok: 5 cm CD - Számlista: 1. Galaxy 2. Serenade -Itosi no Umbrella- | 6                    | Memento Mori                   |
| 2010 | Dokudandzsó Beauty 独壇場 Beauty ()                                                            | - Dátum: 2010. március 24. - Kiadó: Ariola Japan - Formátumok: 5 cm CD - Számlista: 1. Dokudandzsó Beauty 2. Voo Doo 3. Tensi va dare da (élő)                                                                                         | 7                    | Razzle Dazzle                  |
| 2010 | Kucsizuke くちづけ ()                                                                          | - Dátum: 2010. szeptember 1. - Kiadó: Ariola Japan - Formátumok: 5 cm CD - Számlista: 1. "Kucsizuke" 2. Jógecu -Yougetsu- 3. "Kucsizuke (Skiki TV Size)"(különleges kiadás bónuszdala)                                                 | 7                    | Razzle Dazzle                  |
| 2012 | Elise no tame ni エリーゼのために ()                                                           | - Dátum: 2012. május 23. - Kiadó: Lingua Sounda/Tokuma Japan Communications - Formátumok: 5 cm CD - Számlista: 1. Elise no tame ni 2. Jume miru ucsú 3. Sane -Type II-(újravett)                                                       | 11                   | Jume miru ucsú                 |
| 2012 | Miss Take ~Boku va Miss Take~ MISS TAKE 〜僕はミス・テイク〜 ()                                | - Dátum: 2012. július 4. - Kiadó: Lingua Sounda/Tokuma Japan Communications - Formátumok: 5 cm CD - Számlista: 1. Miss Take ~Boku va Miss Take~ 2. Only You 3. My Baby Japanese -Type II-(újravett)                                    | 11                   | Jume miru ucsú                 |
| 2014 | Love Parade/Steppers -Parade-                                                                  | - Dátum: 2014. január 22. - Kiadó: Lingua Sounda/Tokuma Japan Communications - Formátumok: 5 cm CD - Számlista: 1. Love Parade 2. Steppers -Parade-                                                                                    | 9                    | －                             |
| 2014 | Keidzsidzsó rjúszei 形而上 流星 ()                                                             | - Dátum: 2014. május 14. - Kiadó: Lingua Sounda/Tokuma Japan Communications - Formátumok: 5 cm CD - Számlista: 1. Keidzsidzsó rjúszei 2. Melancholia -Electria- 3. Victims of Love with Kokusyoku Sumire                               | 10                   | Arui va anarchy                |
| 2016 | New World                                                                                      | - Dátum: 2016. szeptember 21. - Kiadó: Lingua Sounda/Victor - Formátumok: 5 cm CD - Számlista: 1. New World 2. Devil's Wings -Type 2-                                                                                                  | 10                   | Atom miraiha No.9              |
| 2017 | Babel                                                                                          | - Dátum: 2017. november 15. - Kiadó: Lingua Sounda/Victor - Számlista: 1. Babel 2. Moon szajonara vo osiete (Takkyu Ishino Remix) | 11                   | No.0                           |
| 2018 | Moon szajonara vo osiete Moon さよならを教えて ()                                              | - Dátum: 2018. február 21. - Kiadó: Lingua Sounda/Victor - Számlista: 1. Moon szajonara vo osiete 2. Salome | 14                   | No.0                           |
| 2019 | Kemonotacsi no joru/Rondo 獣たちの夜/RONDO ()                                                  | - Dátum: 2019. május 22. - Kiadó: Lingua Sounda/Victor - Számlista: 1. Kemonotacsi no joru 2. Rondo 3. Kemonotacsi no joru -Version of Cube Juice-                                                                                     | 4                    | Abracadabra                    |
| 2020 | Datensi 堕天使 ()                                                                              | - Dátum: 2020. január 29. - Kiadó: Lingua Sounda/Victor - Számlista: 1. Datensi 2. Luna Park | 6                    | Abracadabra                    |
| 2020 | Moonlight Escape                                                                               | - Dátum: 2020. augusztus 26. - Kiadó: Lingua Sounda/Victor - Számlista: 1. Moonlight Escape 2. Kogoeru | 13                   | Abracadabra                    |
| 2021 | Go-Go B-T Train                                                                                | - Dátum: 2021. szeptember 22. - Kiadó: Lingua Sounda/Victor - Számlista: 1. Go-Go B-T Train 2. Koi 3. Uta Ver. 2021 4. Just One More Kiss Ver. 2021                                                                                    | 5                    | －                             |
| 2023 | Taijó to Ikaros 太陽とイカロス ()                                                              | - Dátum: 2023. március 18. - Kiadó: Lingua Sounda/Victor - Számlista: 1. Taijó to Ikaros 2. Namonaki vatasi: Kacsófúgecu Remix (名も無きわたし -花鳥風月REMIX)                                                                         | －                   | Izora                          |
| 2023 | Mugen Loop 無限 LOOP ()                                                                        | - Dátum: 2023. március 22. - Kiadó: Lingua Sounda/Victor - Számlista: 1. Mugen Loop 2. Mugen Loop: Leap | －                   | Izora                          |